# 鲜恒
鲜恒（1919年—1995年8月8日），原名鲜彦昭，男，四川西充人，中华人民共和国政治人物，曾任欧美同学会常务副会长，第六、七、八届全国政协委员。

## 家庭
父亲鲜英。